# Crawford Goldsby
Crawford Goldsby (San Angelo, Texas, 8 de fevereiro de 1876 — Fort Smith, Arkansas, 17 de março de 1896), mais conhecido como Cherokee Bill, foi um bandido norte-americano do século XIX, envolvido em vários atos de derramamento de sangue e roubos por parte de uma gangue da qual participava, principalmente no chamado Território Indígena.

## Infância e juventude
Os pais de Cherokee Bill foram George Goldsby e Ellen Beck. Seu pai, um mulato de Perry County, Alabama, servia nas Forças Armadas dos Estados Unidos na Décima Cavalaria e foi um Buffalo Soldier. Sua mãe, entretanto, tinha ascendência Cherokee, européia e africana. Crawford foi o segundo dos quatro filhos do casal. Devido a um incidente, George desertou do exército e foi com sua família para Fort Concho, mas logo os abandonou. Mais tarde, Ellen decidiu deixar Crawford, durante vários anos, sob os cuidados de uma mulher chamada Tia Amanda Foster. Com sete anos completos, ele retornou com a família quando se mudaram para Fort Gibson no Território Indígena e frequentou rapidamente algumas instituições de ensino. Apesar destas circunstâncias, considera-se que Crawford mal conseguia ler e escrever em seus últimos anos.
Com doze anos de idade voltou com sua mãe para Fort Gibson. Aqui presume-se que matou um meio-irmão seu devido a uma disputa sobre a alimentação da criação de porcos da família, mas não foi apresentado às autoridades por conta da sua idade. Um ano depois sua mãe casou-se novamente, mas o rapaz não gostava de seu padrasto. Foi o momento em que ele começou a ter más companhias, tomar bebidas alcoólicas e fazer pequenos roubos. Com quinze anos foi para a fazenda de sua irmã, Geórgia, onde sua obra e sua pessoa foram bem reconhecidas. Foi considerado um bom atirador. No entanto, as relações com o marido de sua irmã não eram boas.

## Vida de Crimes
Em meados de 1894, aos dezoito anos, ele começou sua carreira criminosa. Isso foi devido a uma briga com um sujeito chamado Jake Lewis, que havia espancado o irmão mais novo de Crawford em um baile. Este foi confrontar o agressor, dois dias depois, atirando e deixando-o quase morto, mas Lewis recuperou-se de suas feridas. Em sua fuga o jovem foi para os territórios atribuídos aos Seminole e Creek, e decidiu se tornar parte da gangue formada pelos irmãos Jim e Bill Cook.
Naquela época, o governo estipulou como pagamento aos membros da tribo cherokee, pequenos lotes de  terras apropriadas. Bill e os irmãos Cook, para não serem notados, enviaram Effie Crittenden para recolher o que lhes pertencia. A polícia estava ciente desses movimentos e seguiu os passos de Crittenden em seu retorno. Em 18 de junho um grupo de sete homens sob o comando do xerife Ellis Rattling Gourd, confrontou os infratores. No tiroteio que se seguiu Cawfrod matou Sequoya Smith, um dos seus perseguidores. Durante o interrogatório feito com Effie, esta não revelou a identidade de Crawford, ela respondeu que não foi ele que entrou no banda, mas que um tal de Cherokee Bill e foi assim que, aparentemente, ganhou o apelido. Outra versão indica que ganhou o apelido porque tinha a escandecia Cherokee.
Após a briga, Jim Cook ficou ferido e os outros dois criminosos carregaram ele até Fort Gibson, mas tiveram que abandonar-lhe durante a perseguição. Jim foi preso. Apesar deste incidente, os membros da gangue continuaram a agir e recrutar mais membros. Durante julho a gangue se impôs e espalhou o terror na área do Território de Oklahoma e no norte do território índio. O bando cometeu vários crimes de roubo, contrabando de uísque e assalto à diligências, roubaram um banco em Lincoln County. Neste condado Cherokee Bill matou um barbeiro enquanto ele tentava dar o alarme. Em 16 de julho os bandidos estavam prestes a cometer um assalto ao trem da Red Fork, mas um gerente conseguiu esconder a maior parte do dinheiro. Em 2 de agosto, dois membros da quadrilha foram mortos e um capturado em Sapulpa, Oklahoma, um policial também foi ferido. Os crimes continuaram nas próximas semanas.
Afora isso, Bill teve algum sucesso com as mulheres nos territórios onde ele passou. Além disso, as boas relações com algumas pessoas facilitou a sua movimentação. Sua grande altura e corpo intimidavam a ponto de que em muitos casos, as autoridades locais tentaram evita-lo e algumas cidades emitiram ordens para deixá-lo mover-se livremente.

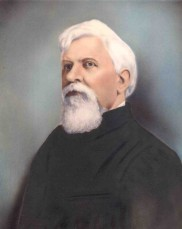
O juiz Parker, ou "Juiz da Forca".

Em geral, Bill foi responsabilizado por todas as chacinas cometidas, muitas delas aparentemente sem nenhuma razão especial. O número de homicídios varia entre sete e quatorze. Em 8 de novembro a quadrilha chegou a Lenapah, Oklahoma, e assaltaram a loja "Shufeldt and Son". No meio da fuga da quadrilha, o vizinho da loja, Ernest Melton enfiou a cabeça para fora da janela para ver o que estava acontecendo lá fora, mas foi morto instantaneamente por uma bala disparada da espingarda de Cherokee Bill. Por este crime a sangue-frio a perseguição intensificou-se e fez o banda se dispersar. Em seguida, alguns deles foram mortos e outros enforcados pelas autoridades.
No último dia de dezembro, Crawford fez seu último delito de assalto, sozinho, a uma estação de trem na cidade de Nowata. Pouco depois a polícia fez contato com duas pessoas próximas de Bill: Clint Scales e Ike Rogers, este último primo da namorada de Bill, Maggie Glass. Ambos ajudaram na sua captura por uma recompensa de US $ 1.300. Em 30 de janeiro de 1895, ambos se aproveitaram que o Cherokee estava na casa de sua amante e ao menor descuido de Bill, o abateram a pauladas e capturam. Uma vez trazidos à autoridade do juiz Isaac Parker (apelidado de "Hanging Judge" ou juiz enforcador), em Fort Smith, pelo assassinato de Ernest Melton, foi considerado culpado em 13 de abril e condenado à morte em 25 de junho. No entanto, o réu não demonstra qualquer interesse em sua condenação. A data foi adiada até 17 de março de 1896, para o recurso de um advogado.

## Execução
Enquanto estava na prisão, de alguma forma, Bill conseguiu arranjar uma arma para tentar escapar, mesmo que, dias antes, a polícia havia feito uma revista e encontraram outras armas que foram introduzidas no cárcere. Foi em 26 de julho que ele tentou fugir, organizando uma rebelião. Um dos guardas o viu armado, mandou que se entregasse e lasrasse a arma, mas a resposta de Bill foi atirar e matar o carcereiro no ato. Outro carcereiro fugiu e acabou salvo por ficar entre a mira de Bill e um outro bandido rebelado que tentou segurá-lo. Cherokee Bill permaneceu um bom tempo em sua cela, atirando em qualquer um que se move-se.
Dentro da cadeia, o prisioneiro Henry Starr se ofereceu como mediador da polícia com Cherokee Bill, prometendo que ele não seria morto se saísse de lá. Finalmente, o mediador recebeu a arma. Depois de um julgamento, a data anteriormente estipulada para a execução foi confirmada. Nesse dia iria ser enforcado, às 11 horas, mas o ato foi adiado até duas horas depois em consideração a chegada de sua irmã no trem das 1:00. Antes de sua morte é costume atribuir-lhe a frase: "É um bom dia para se morrer, como qualquer outro." E quando lhe perguntaram se ele desejava dizer suas últimas palavras, ele respondeu: "Eu vim para morrer, para não fazer um discurso."
O Juiz Parker, no julgamento, disse que Bill era "um louco e sanguinário que mata para se divertir" e como "o mais desprezível" dos criminosos.